# Daemonorops microstachys
Daemonorops microstachys är en enhjärtbladig växtart som beskrevs av Odoardo Beccari. Daemonorops microstachys ingår i släktet Daemonorops och familjen Arecaceae. Inga underarter finns listade i Catalogue of Life.